# RRM2B
RRM2B (англ. Ribonucleotide reductase regulatory TP53 inducible subunit M2B) – білок, який кодується однойменним геном, розташованим у людей на короткому плечі 8-ї хромосоми. Довжина поліпептидного ланцюга білка становить 351 амінокислот, а молекулярна маса — 40 737.
| 10         |  | 20         |  | 30         |  | 40         |  | 50         |
| ---------- |  | ---------- |  | ---------- |  | ---------- |  | ---------- |
| MGDPERPEAA |  | GLDQDERSSS |  | DTNESEIKSN |  | EEPLLRKSSR |  | RFVIFPIQYP |
| DIWKMYKQAQ |  | ASFWTAEEVD |  | LSKDLPHWNK |  | LKADEKYFIS |  | HILAFFAASD |
| GIVNENLVER |  | FSQEVQVPEA |  | RCFYGFQILI |  | ENVHSEMYSL |  | LIDTYIRDPK |
| KREFLFNAIE |  | TMPYVKKKAD |  | WALRWIADRK |  | STFGERVVAF |  | AAVEGVFFSG |
| SFAAIFWLKK |  | RGLMPGLTFS |  | NELISRDEGL |  | HCDFACLMFQ |  | YLVNKPSEER |
| VREIIVDAVK |  | IEQEFLTEAL |  | PVGLIGMNCI |  | LMKQYIEFVA |  | DRLLVELGFS |
| KVFQAENPFD |  | FMENISLEGK |  | TNFFEKRVSE |  | YQRFAVMAET |  | TDNVFTLDAD |
| F          |  |            |  |            |  |            |  |            |

A: Аланін

C: Цистеїн

D: Аспарагінова кислота

E: Глутамінова кислота

F: Фенілаланін

G: Гліцин

H: Гістидин

I: Ізолейцин

K: Лізин

L: Лейцин

M: Метіонін

N: Аспарагін

P: Пролін

Q: Глутамін

R: Аргінін

S: Серин

T: Треонін

V: Валін

W: Триптофан

Кодований геном білок за функцією належить до оксидоредуктаз. 
Задіяний у таких біологічних процесах, як пошкодження ДНК, репарація ДНК, реплікація ДНК, альтернативний сплайсинг. 
Білок має сайт для зв'язування з іонами металів, іоном заліза. 
Локалізований у цитоплазмі, ядрі.